# Zodarion bosmansi
Zodarion bosmansi är en spindelart som beskrevs av Pekár och Cardoso 2005. Zodarion bosmansi ingår i släktet Zodarion och familjen Zodariidae.
Artens utbredningsområde är Portugal. Inga underarter finns listade i Catalogue of Life.